# Bulldozer (mikroarchitektúra)
A Bulldozer egy az AMD által kifejlesztett, asztali és szerver-piacra szánt processzor-mikroarchitektúra. 2011. október 12-én bocsátották ki, az AMD K10 mikroarchitektúrájának utódja.
A Bulldozer architektúra teljesen új tervezés, nem egy korábbi processzor továbbfejlesztése. A mag az alapvető, 10–125 watt közötti TDP-jű számítástechnikai termékekben való felhasználást célozza. Az AMD a Bulldozer magok alkalmazásával drámai (egy wattra eső) teljesítménynövekedést ígér a nagyteljesítményű számítástechnikai (HPC) alkalmazások terén.
A Bulldozer magok támogatják a megjelenésük idejében az Intel processzorok által implementált legtöbb utasításkészletet (beleértve az SSE4.1, SSE4.2, AES, CLMUL, és AVX kiterjesztéseket), valamint az AMD által javasolt új ABM, XOP, FMA4 és F16C utasításkészleteket.

## Áttekintés
Az AMD szerint a Bulldozer-alapú CPU-k alapvetően a GlobalFoundries 32 nm-es szilícium szigetelőn (silicon on insulator, SOI) gyártási technológiáján alapulnak, és a magokban újra felhasználják a DEC megközelítését a többfeladatos számítógépek teljesítményének növelésére, amelyben a megjelent hírek szerint „a dedikált és elosztott számítógépes erőforrások arányát kiegyensúlyozva nagyon tömör, nagy alkatrésszámú egységeket alakítanak ki / sokszorosítanak a szilíciumcsipen, a teljesítmény skálázása érdekében.” Más szavakkal, elhagytak néhány redundáns elemet, amelyek szinte természetes módon bukkannak fel a többmagos kialakításokban, és ettől az AMD egyszerre a teljesítmény javulását és a fogyasztás csökkenését várta.
A 2011 októberében megjelentek az első Bulldozer-típusú megvalósítások; ezek a GlobalFoundries drezdai üzemében készültek, 32nm-es SOI technológiával, amelyet HKMG (High-K Metal Gate, magas k együtthatós fémkapu tranzisztor) technológiával ötvöztek. A Bulldozer-magos processzorok mind a szerverekben, mind az asztali gépekben történő felhasználást célozták.
A szerver-szegmensben található a kétcsipes (16 magos) Interlagos kódnevű Opteron processzor (Socket G34 foglalathoz) és az egycsipes (4, 6 vagy 8 magos) Valencia (Socket C32-höz), míg a Zambezi (4, 6 és 8 magos) az asztali gépeket célozta Socket AM3+ foglalattal.
A Bulldozer az AMD processzorarchitektúra első jelentős átalakítása 2003, a K8 processzorok indulása óta. Egyik legfontosabb jellemzője, hogy tartalmaz két 128 bites FMA-képes lebegőpontos egységet, amelyek egyetlen 256 bites FPU-vá egyesíthetők. Ezt a kialakítást két fixpontos (integer) klaszter kíséri, mindegyik négy futószalaggal rendelkezik, melyekben az utasításlehívás/dekódolás fázisok közösek. A Bulldozerben egy osztott L2 gyorsítótárat is bevezettek az új architektúrába. Az AMD ezt a kialakítást „modul”-nak hívja. Egy 16 magos processzorkialakítás nyolc ilyen „modult” tartalmazna, de az operációs rendszer minden „modult” két logikai magnak érzékel.
A moduláris architektúra tartalmaz egy többszálú megosztott L2 gyorsítótárat és egy FlexFPU egységet (flexibilis FPU, két integer mag közösen használja), amely szimultán többszálas végrehajtású. A fizikai fixpontos (integer) magok, modulonként kettő, egyszálas végrehajtásúak, ellentétben az Intel HyperThreading rendszerével, ahol két szimultán virtuális szál osztozik az egyetlen fizikai mag erőforrásain.

## Architektúra

### A Bulldozer mag

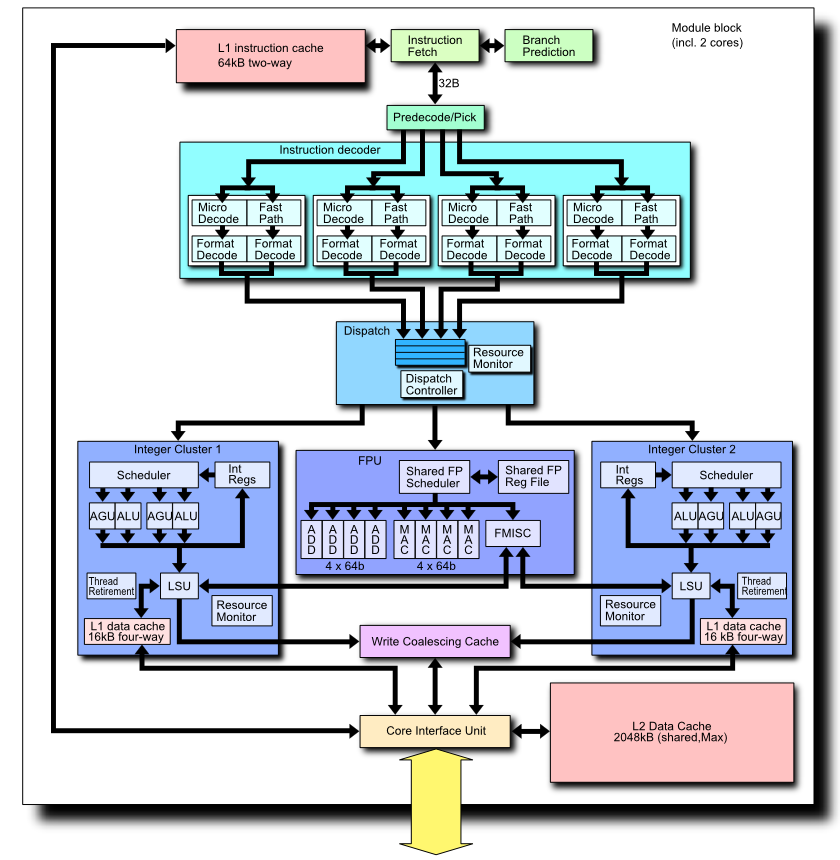
Egy teljes Bulldozer modul blokkvázlata, a 2 egész (integer) klaszterrel

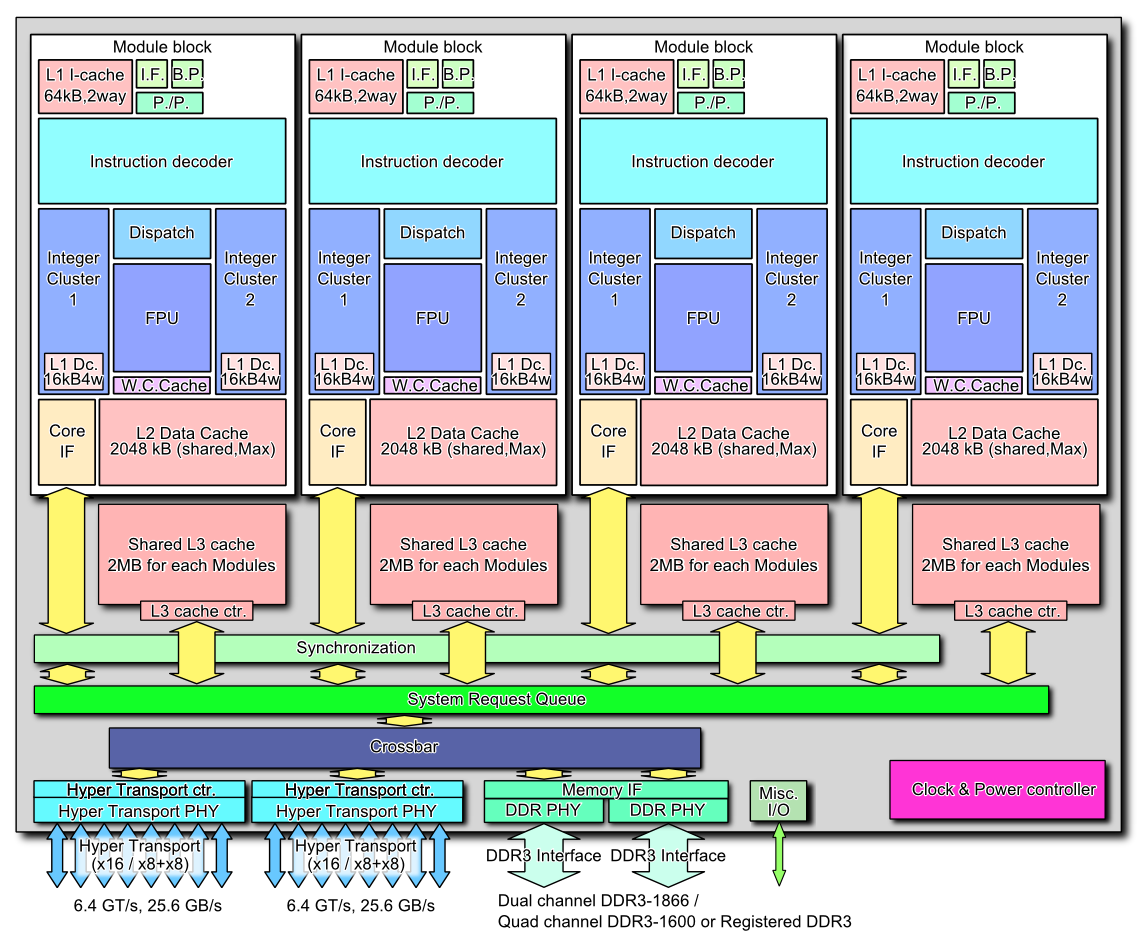
Négymodulos kialakítás blokkvázlata, 8 egész (integer) klaszterrel

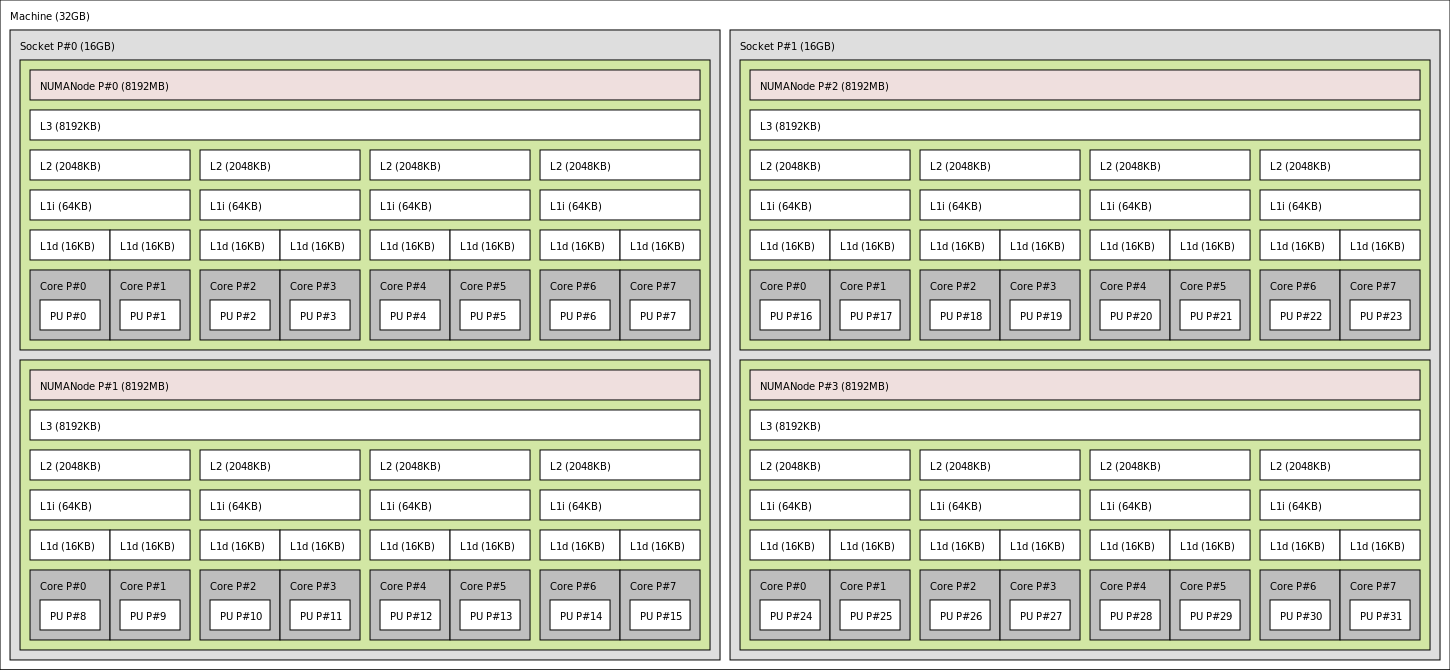
Bulldozer-alapú szerver memóriatopológiája

- Az AMD újra bevezette a „Clustered Integer Core” mikroarchitektúrát, amit eredetileg a DEC fejlesztett ki 1996-ban, az Alpha 21264 RISC mikroprocesszorhoz. Ez a technológia informálisan CMT (Clustered Multi-Thread) néven ismert, az AMD formálisan „modul”-nak nevezi. Hardveres szemszögből egy „modul” egy kétmagos processzornak felel meg fixpontos teljesítményét tekintve, és egymagos processzornak a lebegőpontos teljesítmény alapján: mindegyik két fixpontos maghoz egy lebegőpontos mag tartozik. A lebegőpontos mag egy egymagos processzorhoz hasonlít, amely rendelkezik a SMT képességével, ezáltal egy olyan kétszálas processzort alkot, amely egy processzor teljesítményét nyújtja (minden szál közösen használja a modul erőforrásait) a lebegőpontos számításokban.
  - Egy „modult” két összekapcsolt, nem sorrendi végrehajtású (out-of-order) „hagyományos” x86 mag alkot. A feldolgozó mag megosztja a korai futószalag-állapotokat (pl. L1 utasítás-gyorsítótár, lehívás, dekódolás), az FPU-kat és az L2 gyorsítótárat a „modul” többi részével.
- Minden „modul” tartalmazza a következő független hardvererőforrásokat:[9][10]
  - 2 MiB L2 gyorsítótár modulonként (a mag két fixpontos klasztere közösen használja)
  - 16 KiB 4 utas L1 adat-gyorsítótárat (útjóslással, way-predicted) klaszterenként és 2 utas 64 KiB L1 adat-gyorsítótárat magonként, egy úttal mindkét klaszterhez[11][12][13]
  - Két dedikált fixpontos (integer) klaszter
– mindegyikben két ALU és két címszámító egység (address generation unit, AGU) található, amelyek összességében négy független aritmetikai és memóriaműveletet képesek végrehajtani egy órajelciklus alatt, klaszterenként
– a fixpontos ütemezők és végrehajtási futószalagok megduplázása dedikált hardveren biztosítja mindkét szál végrehajtását, ami növeli a teljesítményt bizonyos többszálú fixpontos számítások esetén 
– a második fixpontos klaszter körülbelül 12%-kal növeli a Bulldozer mag lapkaterületét, amely a teljes csip szintjén kb. 5%-os területnövekedést jelent.[14]
  - Két szimmetrikus 128 bites FMAC (összeolvasztott szorzás-összeadás végrehajtására képes) lebegőpontos futószalag modulonként, amelyek egy nagy 256 bit széles egységgé egyesíthetők (ha az egyik fixpontos mag kiadja az AVX utasítást), és két szimmetrikus x87/MMX/SSE kompatibilis lebegőpontos processzor a nem SSE2-re optimalizált szoftverek visszafelé kompatibilitásának fenntartásához
- Minden modulban megtalálható egy megosztás a közös L3 gyorsítótárhoz és egy Advanced Dual-Channel Memory Sub-System (fejlett kétcsatornás memória-alrendszer, IMC - Integrated Memory Controller, integrált memóriavezérlő)
- Egy „modul” 213 millió tranzisztort tartalmaz 30,9 mm² felületen, beleértve a 2 MiB megosztott L2 gyorsítótárat is, egy Orochi lapkán.[15][16]

### Utasításkészlet-kiterjesztések
- Az Intel Advanced Vector Extensions (AVX) utasításkészletének támogatása, amely támogatja a 256 bites lebegőpontos műveleteket, az SSE4.1, SSE4.2, AES, CLMUL kiterjesztéseket, valamint az AMD által javasolt, jövőbeli (XOP, FMA4 és F16C) 128 bites utasításkészleteket,[17] amelyek ugyanazzal a funkcionalitással rendelkeznek, mint a korábban szintén az AMD által javasolt SSE5 utasításkészlet, csak ezek kompatibilisak az AVX (utasítás)kódolási rendszerrel.

### Folyamat-technológia és órajelfrekvencia
- A lapka 11 fémréteget tartalmaz, 32 nm-es SOI (szilícum szigetelőn) folyamattal készül, a GlobalFoundries első generációs High-K Metal Gate (HKMG, magas k együtthatós fémkapu tranzisztor) technológiájával kiegészítve
- Turbo Core 2 teljesítménynövelő technológia: a terhelés függvényében ha az összes szál aktív, akkor az órajelfrekvenciát max. 500 MHz-cel növeli, ha a szálak fele aktív, akkor a frekvenciát max. 1 GHz-cel növeli az automatika, a TDP keretein belül.[18][19]
- A csip 0,775 és 1,425 V közötti feszültségen működik, órajele 3,6 GHz vagy magasabb lehet[15]
- Minimum-maximum TDP: 25 – 140 watt[20]

### Gyorsítótár és memória-interfész
- Az L3 gyorsítótárat az ugyanazon a lapkán lévő összes mag közösen használja, mérete 8 MiB 4 mag esetén az asztali gépekbe szánt csipekben, 16 MiB 8 mag esetén a szerverekbe szánt csipekben; a 8 MiB-os gyorsítótár négy 2 MiB méretű részre van osztva, 2,2 GHz órajelen működik 1,1125 V feszültségen[15]
- Natív DDR3 memória támogatás, max. DDR3-1866 (MT/s)[21]
- Dual Channel DDR3 integrált memóriavezérlő az asztali és szerver/munkaállomás Opteron 42xx „Valencia” processzorokban;[22] Quad Channel DDR3 integrált memóriavezérlő[23] a szerver/munkaállomás Opteron 62xx „Interlagos” processzorokban.
- Az AMD állítása szerint a kialakítás két DDR3-1600 DIMM-et támogat csatornánként. Két DDR3-1866 DIMM esetén egyetlen csatornán az órajel lecsökken 1600-ra.

### Be-/kimeneti és processzorfoglalat-interfész
- HyperTransport technológia rev. 3.1 (3,20 GHz, 6.4 GT/s, 25,6 GB/s & 16 bit széles kapcsolat) – először a „Magny-Cours” HY-D1 revíziójában valósították meg Socket G34 Opteron platformon, 2010 márciusában és a „Lisbon” processzorokban Socket C32 Opteron platformon, 2010 júniusában
- Socket AM3+ (AM3r2)''
  - csak 942 tűs DDR3 támogatása
  - Megőrzi a visszafelé kompatibilitást a Socket AM3 alaplapokkal (amennyiben az alaplap gyártója úgy dönt és BIOS frissítések is készülnek[24][25]), bár ezt az AMD hivatalosan nem támogatja; az AM3+ alaplapok visszafelé kompatibilisak maradnak az AM3 processzorokkal.[26]
- A szerverprocesszorok körében a létező socket G34 (LGA1974) és socket C32 (LGA1207) marad használatban.

## Processzorok

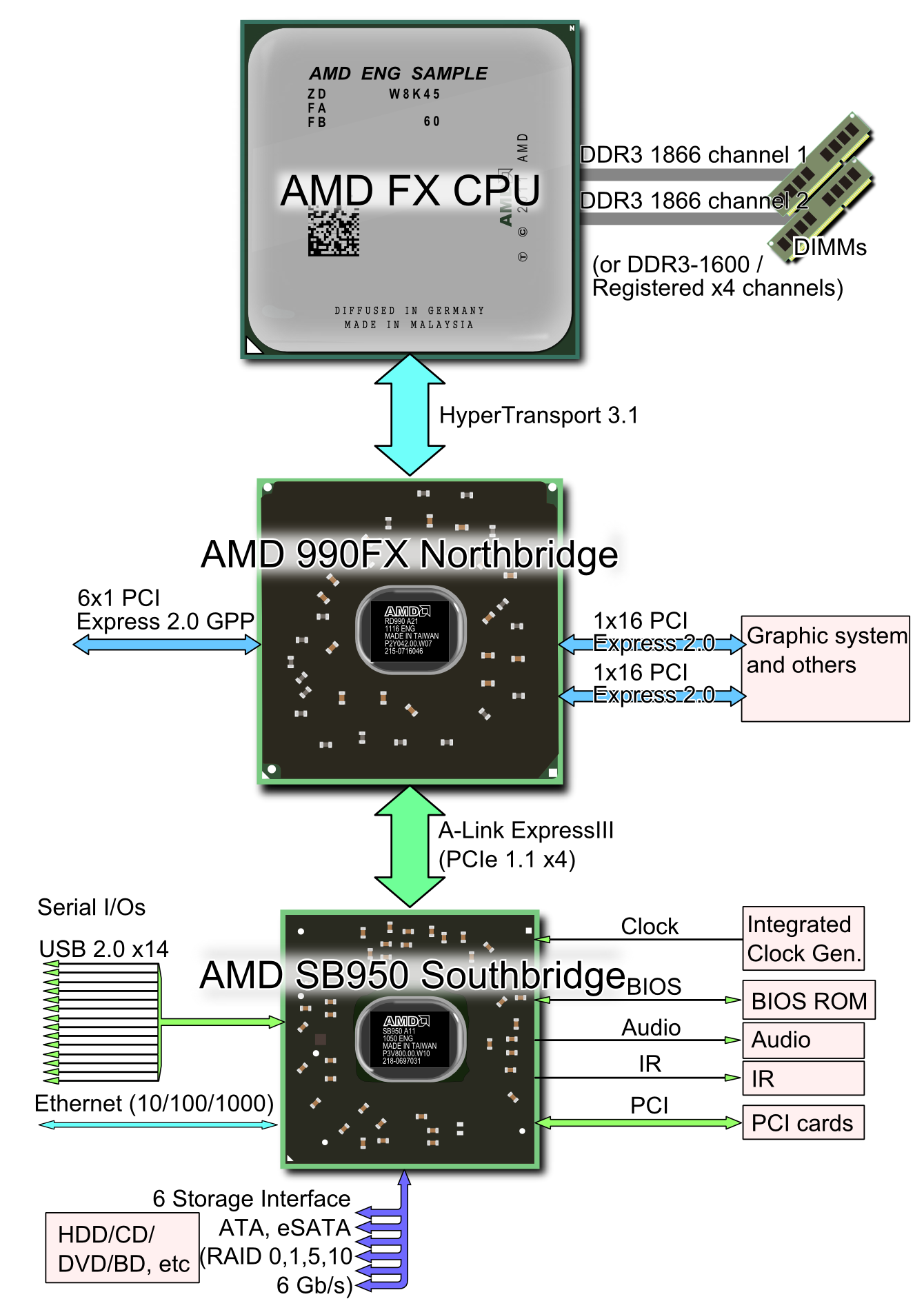
Csipkészlet és be-/kimenet az első CMT generációhoz

A Bulldozer-alapú Opteron processzorok első kereskedelmi szállításait 2011. szeptember 7-én jelentették be. Az FX-4100, FX-6100, FX-8120 és FX-8150 2011 októberében jelent meg; a többi FX sorozatú AMD processzor 2012 első negyedévében volt kibocsátva.

### Asztali
| modell  | modulok (magok) | órajel  | Max. turbo      | Max. turbo   | L2 gyorsítótár | L3 gyorsítótár | TDP   | memória       | Turbo Core | foglalat |
| modell  | modulok (magok) | órajel  | teljes terhelés | fél terhelés | L2 gyorsítótár | L3 gyorsítótár | TDP   | memória       | Turbo Core | foglalat |
| ------- | --------------- | ------- | --------------- | ------------ | -------------- | -------------- | ----- | ------------- | ---------- | -------- |
| FX-8150 | 4 (8)           | 3,6 GHz | 3,9 GHz         | 4,2 GHz      | 4 × 2 MiB      | 8 MiB          | 125 W | DDR3 1866 MHz | van (2.0)  | AM3+     |
| FX-8120 | 4 (8)           | 3,1 GHz | 3,4 GHz         | 4,0 GHz      | 4 × 2 MiB      | 8 MiB          | 125 W | DDR3 1866 MHz | van (2.0)  | AM3+     |
| FX-8100 | 4 (8)           | 2,8 GHz | 3,1 GHz         | 3,7 GHz      | 4 × 2 MiB      | 8 MiB          | 95 W  | DDR3 1866 MHz | van (2.0)  | AM3+     |
| FX-6200 | 3 (6)           | 3,8 GHz | 4,0 GHz         | 4,1 GHz      | 3 × 2 MiB      | 8 MiB          | 125 W | DDR3 1866 MHz | van (2.0)  | AM3+     |
| FX-6120 | 3 (6)           | 3,5 GHz | 3,9 GHz         | 4,1 GHz      | 3 × 2 MiB      | 8 MiB          | 95 W  | DDR3 1866 MHz | van (2.0)  | AM3+     |
| FX-6100 | 3 (6)           | 3,3 GHz | 3,6 GHz         | 3,9 GHz      | 3 × 2 MiB      | 8 MiB          | 95 W  | DDR3 1866 MHz | van (2.0)  | AM3+     |
| FX-4170 | 2 (4)           | 4,2 GHz | 4,3 GHz         | 4,3 GHz      | 2 x 2 MiB      | 8 MiB          | 125 W | DDR3 1866 MHz | van (2.0)  | AM3+     |
| FX-4130 | 2 (4)           | 3,8 GHz | 3,9 GHz         | 4,0 GHz      | 2 x 2 MiB      | 4 MiB          | 125 W | DDR3 1866 MHz | van (2.0)  | AM3+     |
| FX-4100 | 2 (4)           | 3,6 GHz | 3,7 GHz         | 3,8 GHz      | 2 x 2 MiB      | 8 MiB          | 95 W  | DDR3 1866 MHz | van (2.0)  | AM3+     |

Főbb források: CPU-World és Xbit-Labs
A szerverek számára Bulldozer-alapú processzorokból két sorozat van: az Opteron 4200 sorozat (kódneve Valencia, max. nyolc maggal) és az Opteron 6200 sorozat (kódneve Interlagos, max. 16 maggal).

## Teljesítmény

### Teljesítmény Linux alatt
2011. október 24-én, a Phoronix által végzett első generációs tesztek megerősítették, hogy a Bulldozer CPU teljesítménye valamivel kisebb, mint amit vártak tőle. Sok tesztben a CPU ugyanazon a szinten teljesített, mint az idősebb generációs Phenom 1060T.
A teljesítmény később lényegesen megnövekedett, ahogy megjelentek a különféle fordítóprogram-optimalizációk és CPU meghajtó javítások (fixek).

### Teljesítmény Windows alatt
Az első Bulldozer processzorok fogadtatása vegyes volt. Kiderült, hogy az FX-8150 gyengén teljesít azokban a teljesítménytesztekben, amelyek csak kevés szálon futhatnak, lemaradnak a második generációs Intel Core i* sorozatú processzorok mögött és ugyanazt vagy valamivel alacsonyabb teljesítményt mutatnak, mint az AMD saját Phenom II X6 processzorai alacsonyabb órajeleken. Nagyon sok szálú tesztekben az FX-8150 azonos szinten teljesít, mint a Phenom II X6 és az Intel Core i7 2600K, a teszttől függően. Mivel az Intel Core i5 2500K sokkal egyenletesebb teljesítményt nyújt alacsonyabb áron, az eredmények nem nyűgözték le az elemzőket. A processzor rendkívül energiaigényesnek bizonyult nagy terhelés alatt, különösen túlhajtott órajellel, az Intel Sandy Bridge processzorával összehasonlítva.
A Tom's Hardware portál ezt úgy magyarázta, hogy a vártnál alacsonyabb teljesítményt a sokszálas feladatokban az magyarázza, ahogy a Windows 7 jelenleg a magokhoz rendeli a szálakat. Megjegyzik, hogy ha a Windows képes lenne használni az FX-8150 négy moduljának első magját, majd ezután feltölteni a modulok második magját, akkor négy konkurens szálon maximalizálhatná a teljesítményt. Ez a helyzet ahhoz hasonlít, mint ami a HyperThreading-et használó Intel processzorokkal történik – a Windows 7 a fizikai magokat ütemezi a logikai (hiperszálas) magok előtt.
2011. október 13-án az AMD blogján elismerte, hogy sokan úgy érzik, hogy a termék teljesítménye elmarad az általuk elvárttól, de bemutatott olyan teszteredményeket, valódi alkalmazásokon, amelyekben (az AMD FX-8150) túlteljesítette a Sandy Bridge i7 2600k és AMD X6 1100T processzorokat.
2012 januárjában a Microsoft kibocsájtott két gyorsjavítást a Windows 7-hez és a Server 2008 R2 kiadáshoz, ami jelentősen javította a Bulldozer processzorok teljesítményét, a szál-ütemezési aggodalmak miatt, amiket a Bulldozer megjelenése keltett.
2012. március 6-án az AMD megjelentetett egy cikket a tudásbázisban, amelyben közölte, hogy bizonyos játékoknak, amelyek a széles körben elterjedt Steam játékelosztási platformot használják, kompatibilitási problémáik voltak az FX processzorokkal. Az AMD egy BIOS frissítéssel oldotta meg a problémát, amelyet több alaplapgyártónak is elküldött, konkrétan az Asus, Gigabyte Technology, MSI és ASRock cégnek.

### Órajel-túlhajtás
2011. augusztus 31-én az AMD és ismert órajel-túlhajtók egy csoportja, többek között Brian McLachlan, Sami Mäkinen, Aaron Schradin és Simon Solotko új CPU frekvencia-világrekordot ért el egy forgalomba nem hozott és túlhajtott FX-8150 Bulldozer processzorral Az eddigi a világrekord 8,309 GHz volt, de a folyékony héliummal hűtött Bulldozer 8,429 GHz-et ért el. Ezt a rekordot azóta megdöntötte Andre Yang, aki folyékony nitrogénnel hűtött berendezésben 8,58 GHz-et ért el. 2014. augusztus 22-én FX-8370-et használva The Stilt a Team Finland-ból 8,722 GHz-es maximum CPU frekvenciát ért el.

## Revíziók

### Második generáció(Piledriver)
A Piledriver kódnevet az AMD egy Bulldozer-en alapuló továbbfejlesztett mikroarchitektúrája kapta. AMD Piledriver magok találhatók az AMD APU-k és CPU-k Socket FM2 Trinity és Richland alapú sorozatában valamint a Socket AM3 + Vishera alapú CPU-k FX sorozatában.

### Harmadik generáció(Steamroller)
A Steamroller a Piledriver továbbfejlesztett verzióján alapuló AMD mikroarchitektúra. is the AMD codename for their microarchitecture based on an improved version of . Steamroller magok találhatók a Socket FM2+ foglalatú Kaveri alapú APU és CPU sorozatokban.

### Negyedik generáció(Excavator)
2011. október 12-én az AMD felfedte, hogy a 4. generációs Bulldozer mag kódneve Excavator lesz. Az Excavator a 4. generációs A-sorozatú Fusion APU vonalban lesz megvalósítva 2015-ben. Egyes hírek szerint az APU kódneve Carrizo lesz.

## Érdekességek
- A piledriver jelentése cölöpverő (gép), a steamroller jelentése gőzhenger, az excavator jelentése pedig kotrógép.

## Fordítás
Ez a szócikk részben vagy egészben  a   Bulldozer (microarchitecture) című angol Wikipédia-szócikk ezen változatának fordításán alapul.  Az eredeti cikk szerkesztőit annak laptörténete sorolja fel. Ez a jelzés csupán a megfogalmazás eredetét és a szerzői jogokat jelzi, nem szolgál a cikkben szereplő információk forrásmegjelöléseként.